# عقداء منخفضة
العَقداء المنخفضة نوع نباتي يتبع جنس العَقداء من الفصيلة السفندرية.